# Бразильская диаспора
Бразильская диаспора (порт. Diáspora brasileira) — совокупность всех уроженцев Бразилии (где гражданство выдаётся в режиме jus soli), постоянно проживающих за пределами страны. Одна из крупнейших и быстрорастущих диаспор мира общей численностью порядка 1,5—2,0 млн человек, включая нелегальных эмигрантов. Крупнейшие бразильские диаспоры проживают в США, Канаде, Португалии, Японии, Парагвае, Великобритании и Анголе.

## История формирования
До середины XX века населения Бразилия была страной иммиграции, однако после длительного периода экономической стагнации 1970-х и 1980-х страна в значительной степени утратила миграционную привлекательность для иностранцев и сама стала активным экспортёром человеческих ресурсов в более динамично развивающиеся страны. Военная диктатура 60—80-х годов, а также крайне криминогенная обстановка в крупнейших мегаполисах страны в 2000-е годы дополнительно стимулировали эмиграцию, особенно среди представителей среднего и высшего класса. Учитывая географическую удалённость Бразилии, малоимущие бразильцы, в отличие от мексиканцев, имели мало возможностей для эмиграции, за исключением близлежащих стран. Поэтому отток части образованного, состоятельного, высокоурбанизированного населения страны превратился в своего рода утечку мозгов из страны. Малоимущее население участвует преимущественно во внутренних миграциях, которые также немаловажны.

## География
В США (около 500 000) бразильцы обычно селятся компактными группами рядом с другими латиноамериканцами (города Лос-Анджелес, Майами). На северо-западе страны (в Массачусетсе) они тяготеют к районам, которые в середине XX века занимали выходцы из Португалии. В Нью-Йорке местном компактного проживания бразильцев является 46-я улица, получившая название «Маленькая Бразилия»). В Японии проживает порядка 150 000 бразильцев, большинство из которых имеют полное или частичное японское происхождение. В Португалии бразильцы являются одной из самых многочисленных категорий иммигрантов последней волны, составляя порядка 13—15 % всех ежегодно натурализирующихся
иностранцев. Присутствие бразильцев заметно также и в Лондоне (около 40 000 человек), хотя бразильская диаспора, особенно более темнокожая её часть, попадает в СМИ в связи с тем, что иногда страдает от проявлений расизма со стороны органов правопорядка. В Анголе присутствие бразильцев также весьма значительно (около 30 000 чел.). Положение бразильских диаспор в Парагвае (около 400 000), Боливии, Суринаме (80 000), Гайане (около 5 000) принципиально отличается от вышеперечисленных случаев, так как в этих граничащих с Бразилией странах бразильские фермеры селятся компактно в приграничных районах, что позволяет им лучше сохранять португальский язык, а также укреплять экономические связи этих стран с Бразилией, что иногда вызывает недовольство у их правительств.